# Dropgun
Dropgun est un duo de disc jockeys et producteurs russes, formé en 2013.
Le groupe est essentiellement connu pour sa collaboration avec les DVBBS sur le titre Pyramids en 2014 : le titre se hissa à la 39e place des charts belges.

## Discographie[3]

### Singles
Seuls les singles et remixes sortis depuis octobre 2012 figurent dans la liste ci-dessous :
- 2014 : Hayao (avec Ralvero) [Doorn]
- 2014 : Amsterdam [Oxygen]
- 2014 : Angst [Metanoia Music]
- 2014 : Pyramids (avec DVBBS) (ft. Sanjin) [Spinnin' Records]
- 2015 : Cobra (avec Tony Junior) [Doorn]
- 2015 : Ninja [Skink]
- 2015 : Together As One [Flamingo]
- 2016 : Chronos (avec Jaggs) [Revealed]
- 2016 : One World (avec Swanky Tunes) [Armada Music]
- 2016 : A Better Love (avec Lenx & Denx) [Flamingo]
- 2016 : Fever (avec Farleon) [Hexagon]
- 2016 : Nobody [Hexagon]
- 2016 : Atlantis (avec Breathe Carolina) [Spinnin' Records]
- 2017 : Rhythm Is A Dancer (avec Breathe Carolina) [Spinnin' Records]
- 2017 : All I Want [Flamingo]
- 2017 : Little Drop [Spinnin' Records]
- 2017 : Nothing New (avec Kaleena Zanders) [Hexagon]
- 2017 : Really Mine
- 2018 : My Way [Enhanced]
- 2018 : Ninja
- 2018 : Krishna [Dharma Worldwide]
- 2018 : Next To Me (avec Aspyer) [Musical Freedom]
- 2018 : Sweat dreams (avec Breathe Carolina) [Spinnin' Records]
- 2018 : Uluwatu (avec Jesse Wilde) [Dharma Worldwide]
- 2018 : Somebody [Spinnin' Copyright Free Music]
- 2018 : Island
- 2018 : Fire Blazing [Spinnin' Copyright Free Music]
- 2018 : Earthquake [Spinnin' Records]
- 2018 : Tomorrow Never Comes [FutureHouseMusic]
- 2018 : Drought (avec Nevve) [Hexagon]
- 2019 : Spirit Of Freedom [Spinnin' Records]
- 2019 : I'm on my Way (avec Sebastian Wibe) [Hexagon]
- 2019 : A Little More Like You (avec Eddie Jonsson) [Dharma Worldwide]

### Remixes
- 2017 : Taku-Hero & Funk Machine - Fun Lovin [Revealed]